# Frihedsunionen
 For alternative betydninger, se Frihedspartiet. (Se også artikler, som begynder med Frihedspartiet)
Frihedsunionen (pl. Unia Wolności, forkortet UW) var et polsk politisk parti der opstod 23. april 1994 som resultat af en sammenslutning mellem partierne den Demokratiske Union (UD) og den Liberale-Demokratiske Kongres.
I maj 2005 før parlamentsvalget senere på året, blev partiet omdannet til Demokratiske Parti – demokraci.pl.
| Politik | Spire Denne artikel om politik og ideologi er en spire som bør udbygges. Du er velkommen til at hjælpe Wikipedia ved at udvide den. |